# Lumír Havránek
Lumír Havránek (* 13. března 1963) je bývalý československý fotbalista, obránce.

## Fotbalová kariéra
V lize hrál za TJ Vítkovice a Spartak Hradec Králové. Získal ligový titul v sezóně 1985/1986 s Vítkovicemi. V lize odehrál 54 utkání, 14 s Vítkovicemi a 40 s Hradcem Králové.